# Historia Brittonum
La Historia Brittonum o La Historia de los Britanos es un libro histórico que fue escrito en algún momento poco después del año 833 d. C., del cual existen varias versiones con ciertas distinciones. Pretende relatar la historia de los habitantes britanos de Gran Bretaña desde los tiempos más tempranos, por lo que este texto ha sido usado para escribir una historia tanto de Gales como de Inglaterra. Tradicionalmente, se señala a Nennius como el autor de este texto, aunque esta interpretación es cuestionada.

## Texto
El texto en sí es una colección de extractos, cálculos cronológicos, glosarios y resúmenes basados en registros previos, muchos de los cuales ya no existen. Como resultado, la fiabilidad de este trabajo ha sido cuestionada tanto en parte como en el todo. El arqueólogo Leslie Alcock observó que, en una versión de este manuscrito, el autor mismo llama a su trabajo un montón de todo lo que pudo encontrar y sugiere que si extendieramos esa metáfora, este texto es:

(...) como un montón de piedras colocadas como señal, desigual y mal encajado... como un ejemplo que el arte del historiador es atroz. Pero tiene la virtud de sus defectos. Podemos ver las piedras individuales del montón y, en algunos casos, podemos rastrear la roca original de la cual vinieron y establecer su edad y solidez.
Leslie Alcock, Arthur's Britain: History and Archaeology AD 367-634

Otra visión es ofrecida por el profesor David Dumville, quien ha investigado exhaustivamente sobre la transmisión de este texto y la conexión entre sus versiones. Dumville cree que este texto ha sido revisado, complementado y reescrito muchas veces y de muchas maneras entre la fecha de su origen aparente y la fecha de los manuscritos sobrevivientes. El intento de este autor era producir una crónica sincronizada de acuerdo a la forma de escribir de los historiadores irlandeses en su propia época. Dado que este manuscrito ofrecía la única historia de Gales complementaria al libro de Beda Historia eclesiástica del pueblo inglés, fue reproducida y revisada para cubrir esta demanda. N. J. Higham ha sugerido que la Historia Brittonum fue escrita principalmente para Merfyn Frych ap Gwriad, rey de Gwynedd del 825 al 844.

## Autor
Tradicionalmente, la Historia Brittonum fue adscrita a Nennius, un monje galés del siglo IX; sin embargo, el análisis de numerosas versiones ha mostrado que también se atribuyó la autoría a Gildas (probablemente porque Gildas fue el único autor histórico conocido por sus escribas), mientras que otros (como el manuscrito Harleian 3859 de la Biblioteca Británica) no mencionan a un autor. La investigación de Dumville ha mostrado que la adscripción de este trabajo a Nennius se originó en el siglo X en una rama de la transmisión del manuscrito, creado por un escriba que buscaba la raíz de este trabajo en las tradiciones intelectuales de esa época.

## Asociaciones con el rey Arturo
La Historia Brittonum ha atraído atención debido a su rol en influenciar las leyendas y mitos que rodean al Rey Arturo. Es la primera fuente que presenta a Arturo como una figura histórica y es la fuente de varias historias que son repetidas y amplificadas por autores posteriores.

### Vortigern y Ambrosius
La Historia contiene la historia del rey Vortigern que permitió a los sajones asentarse en la isla de Bretaña a cambio de la mano de su hija Hengest. Una leyenda registra la preocupación de Vortigern en su intento por construir una fortaleza cerca al monte Snowdon, llamada Dinas Emrys, solo para que le roben sus materiales de construcción cada vez que lo intenta. Sus consejeros le dijeron que rociara la sangre de un niño nacido sin padre en el lugar. Vortigern encuentra a tal joven en Ambrosio Aureliano, quien reprende a los sabios y revela que la causa del disturbio son dos serpientes enterradas. Más tarde, Ambrosio tuvo conflictos con Vortigern y es mencionado como un gran rey más adelante en la historia.
La historia de la torre es repetida y embellecida por Godofredo de Monmouth en su Historia Regum Britanniae, aunque la atribuye a Merlín al decir que «Ambrosio» es el nombre alternativo del sabio. Godofredo incluye a Ambrosio como un rey en su propio derecho y también incluye otros personajes, tales como Vortimer y el obispo Germán de Auxerre.

### Batallas de Arturo
El capítulo 56 discute doce batallas peleadas y ganadas por Arturo, aquí descrito como dux bellorum (líder guerrero) antes que rey.
La mayor parte de los lugares citados son oscuros y no pueden ser identificados. Algunas de las batallas aparecen en otra literatura galesa, aunque no todas están conectadas explícitamente con Arturo. Algunos académicos han propuesto que el autor tomó la lista de un poema antiguo galés ahora perdido que listaba las doce grandes victorias de Arturo, basado en el hecho de que algunos de los nombres parecen rimar y por el indicio de la descripción extraña de Arturo cargando en sus hombros la imagen de la Virgen María en Guinnion podría contener una confusión de la palabra galesa iscuit (escudo) por iscuid (hombros). No obstante, otros rechazan esto como insostenible, argumentando que en su lugar el autor incluye batallas que no fueron previamente asociadas con Arturo o quizás se las inventaron por completo. Una historia similar también aparece en los Annales Cambriae, donde Arturo es descrito llevando «la cruz de nuestro Señor Jesucristo en sus hombros por tres días y tres noches...», aunque aquí se dice que la batalla es en Badon en lugar de Guinnon. T. M. Charles-Edwards argumenta que estas versiones se refieren a una misma fuente. Otros estudiosos, sin embargo, como es el caso de Thomas Jones y de N. J. Higham, argumenta que la historia de los Annales se basa directamente en la Historia, en cuyo caso el nombre de la batalla habría sido cambiado del desconocido Guinnon al famoso Badon y el icono que carga Arturo remplazado con uno más común.
La batalla del Monte Badon es relacionada con Arturo en varios textos posteriores, pero no es asociada con él en ninguno que preceda a la Historia. Era claramente una batalla histórica que fue descrita por Gildas, quien no menciona el nombre del líder britano (sin embargo, menciona a Aurelio Ambrosio como un gran azote de los sajones inmediatamente previo). De las otras batallas, es generalmente aceptado que solo la Batalla de Tribuit está asociada con Arturo en otra fuente galesa previa. Tribuit aparece como Tryfrwyd en el poema galés antiguo Pa Gur?, fechado hacia mediados del siglo IX. Aquí es asociada con cinbin o cinocéfalos; los hombres de Arturo lucharon en las montañas de Eidyn (Edimburgo) y se entrenaron con un personaje llamado Garwlwyd (Rough-Gray) que es probablemente idéntico a Gwrgi Garwlwyd (Hombre-perro Rough-Grey) quien aparece en una de las Tríadas galesas. El principal protagonista de Arturo en la lucha es Bedwyr, más tarde conocido como Sir Bedevere, y una referencia más temprana en el poema indica que el dios Manawydan está también involuctado. «La ciudad de la legión» podría ser una referencia a Caerleon, cuyo nombre se traduce como tal, pero podría también referirse a Chester, el lugar de una gran base romana.